# إيميل ميار
إيميل ميار (بالإنجليزية: Emile Meyer)‏ هو ممثل أمريكي، ولد في 18 أغسطس 1910 بنيو أورلينز في الولايات المتحدة، وتوفي في 19 مارس 1987 في الولايات المتحدة.

## أعمال

### أفلام
- (1950) ذعر بالشوارع
- (1953) شين[2]
- (1955) رجل طويل
- (1957) دروب المجد

## وصلات خارجية
- إيميل ميار على موقع IMDb (الإنجليزية)
- إيميل ميار على موقع أول موفي (الإنجليزية)
- إيميل ميار على موقع قاعدة بيانات الأفلام السويدية (السويدية)
- إيميل ميار على موقع قاعدة بيانات الفيلم (الإنجليزية)
- إيميل ميار على موقع كينوبويسك (الروسية)